# Aeroportul Governador Valadares
Aeroportul Governador Valadares (IATA: GVR, ICAO: SBGV) este un aeroport din Minas Gerais, Brazilia ce deservește zona Governador Valadares. Aeroportul a fost tranzitat în 2022 de 60.423 de pasageri. A fost numit după zona deservită.
Situat la o altitudine de 171 m, aeroportul dispune de 1 pistă.

## Infrastructură

### Piste
Aeroportul dispune de o singură pistă. Pista 7/25 are suprafața de asfalt și dimensiunile 1.400 m × 30 m. 